# Lacs Hearty
Pour les articles homonymes, voir Hearty.
Les Lacs Hearty sont des lacs situés dans la province de Québec au Canada.